# イケア効果

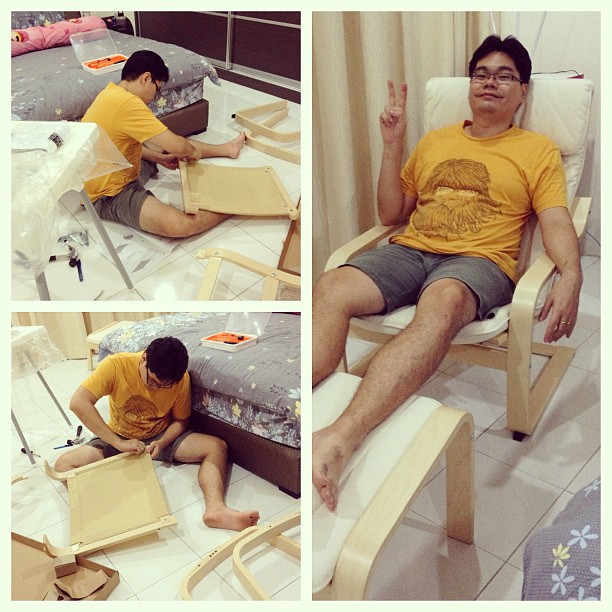
イケアの椅子を組み立て中の男性

イケア効果（IKEA effect）とは、消費者は部分的にでも自分で作った物を不当に高く評価するという、認知バイアス。組み立て家具大手のイケアに由来する。
2011年の調査によると、被験者は、組み立て済みの同じような家具よりも、自分で組み立てた家具の方に63％多くお金を支払った。

## 概要
ハーバードビジネススクールのマイケル・I・ノートン、エール大学のダニエル・モション、そしてデューク大学のダン・アリエリーによって発見され、2011年に発表された。彼らはイケア効果について「単に『労働した』というだけで、労働の成果物に対する愛着を増加させるのに十分である可能性がある。普通の机を組み立てることさえ、困難かつ孤独な仕事であり、（しばしば不格好に組み立てられた）創造物を過大評価することにつながる可能性がある」と記述している。